# Les paradoxes dels estoics

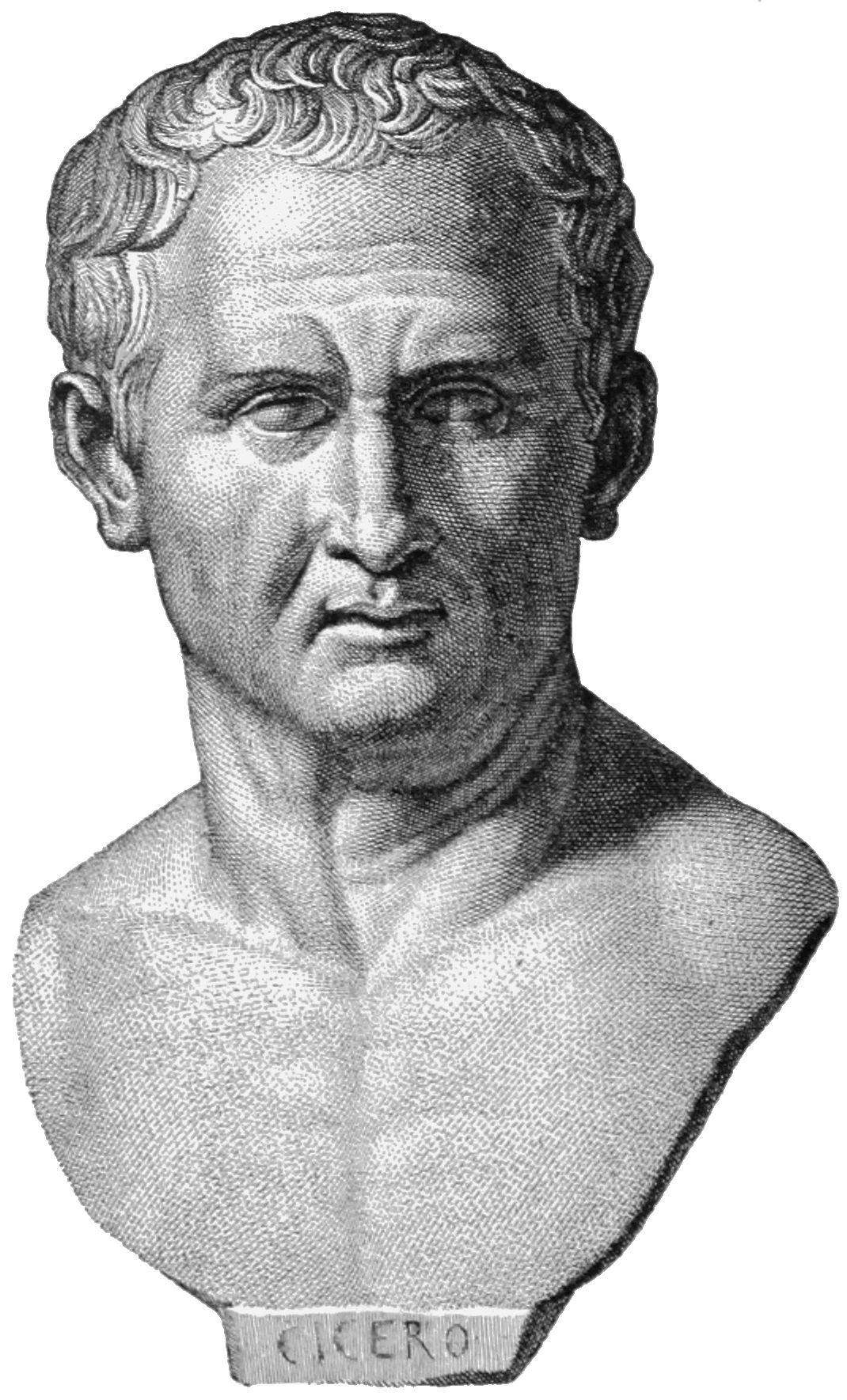
Bust de Marc Tul·li Ciceró.

Les paradoxes dels estoics (en llatí: Paradoxa Stoicorum) és una assaig filosòfic de l'escriptor i polític romà Marc Tul·li Ciceró publicat l'any 46 a.C a Roma. És un conjunt de reflexions dirigides a Marc Juni Brutus sobre aspectes fonamentals anomenats paradoxes, de les quals es presenten sis, formant textos de debat.
L'objectiu de l'obra és discutit, per una banda es podria considerar com un simple exercici retòric a causa de la seva brevetat i estil, i per l'altra una distracció després d'escriure Brutus.

## Context
Quan Cèsar va començar la invasió d'Itàlia al 49 a.C., Ciceró va fugir de Roma com la majoria de senadors, considerant l'esclat del conflicte com un desastre, independentment de qui resultés vencedor. Ciceró es va declarar partidari de Pompeu, es va quedar a la seva casa de camp i va tornar a Roma un any més tard.
Quan va tornar, la seva carrera política es veia afectada, situació que va empitjorar durant el govern de Juli César (48-44 a.C), època en què va ser escrita l'obra a la què ens referim. Quan Juli César va ser assassinat, Ciceró va tornar en plena escena política per promoure la restauració de règim republicà.

## Estructura i temes
L'obra està dividida en paradoxes, idees que escapen de l'opinió comuna segons els estoics i que Ciceró exposa per fer-les més properes.
Prefaci
Paradoxa I: L'únic bé és la bellesa moral
En la primera paradoxa s'afirma que no hi ha altre forma de viure feliç que no sigui vivint de una forma recta i honesta. Ciceró critica els rics pel seu desig insaciable i de por de perdre les seves riqueses, de fet exposa que els considerats béns no ho són pas com a tal, ja que els únics béns possibles són la independència d'allò material, la virtut i la bellesa moral. Diu que cap heroi romà va actuar per aconseguir la riquesa sinó per obtenir lloança dels seus actes de bondat.
Paradoxa II: Per a viure feliç n'hi ha prou amb les virtuts
La segona paradoxa posa l'accent en què la virtut és l'única cosa que ens fa feliços, i en la importància de viure independentment de la fortuna, l'atzar o les agressions, és a dir, res d'això pot afectar l'home virtuós.
Paradoxa III: Les faltes són totes iguals, i també les accions rectes
En la tercera paradoxa es planteja la distinció entre la natura dels vicis, concloent que tots els vicis en són un de sol, de la mateixa manera que totes les virtuts en són una de sola.
Paradoxa IV: Tots els ximples deliren
De la quarta paradoxa se n'ha perdut una bona part del text, tot i així, podem veure com Ciceró ataca durament Clodi, del qual no diu el nom, posant-lo com a exemple de neci i ignorant. A més afegeix que mai no podrà arribar a destruir la fortalesa de l'ànima del savi ni expulsar-lo de la ciutat. També s'hi exposa que la ciutat és un ordre i una legalitat que sota el govern d'alguns es perd de manera que deixa de ser una ciutat.
Paradoxa V: Tots els savis són lliures I tots els necis esclaus
En la cinquena paradoxa s'exalta la llibertat del savi i es vitupera l'esclavatge dels necis i ignorants. Qui és esclau de les seves passions no pot ser considerat lliure, igual que qui és dominat per la seva dona o les seves riqueses. Tot i així Ciceró s'allunya en cert moment de la idea estoica quan afirma que ésser lliure és poder fer el que un mateix vulgui.
Paradoxa VI: Només el savi és ric
En la sisena paradoxa es reafirma la idea que només qui es savi i virtuós pot ser ric. S'associa la riquesa a la llibertat de viure i no als béns físics ni patrimoni, però sobretot a la manca de desitjos i de la necessitat. Es veu la virtut com quelcom immortal.

## Estil
Els Paradoxa s'apropen més a la rhetorica forensis, acostant-se a un gènere professional. Això es deu al fet que, en aquesta obra, Ciceró condensa molt més que en altres ocasions, el que es diferencia de la resta de la seva obra, especialment de la retòrica. Hi ha una extensió mínima i una gran força expressiva. També és rellevant el fet que la matèria o objecte d'aquest estil professional sigui diferent del propi de la professió.
Tenint en compte la força expressiva ja esmentada, veiem com es pot situar l'obra dins de l'estil de la diatriba, a més també es pot veure per la vivacitat general, i la utilització de fórmules com la personalització constant, amb al·lusions en segona persona, amb exemples de gran varietat sovint històrics. Cita poetes, multiplica qüestions oratòries i fa servir nombrosos diminutius que donen un caire més popular juntament amb els jocs de paraules. Dona importància tant al fons com a la forma, sent també menys metodològicament seriós, les demostracions resulten menys rigoroses i parteix de exemples personalitzats.